# Братська могила радянських воїнів (Бірки, Зміївський район)
Братська могила радянських воїнів — поховання воїнів Робітничо-селянської Червоної армії, розташоване в центрі села Бірки Зміївського району Харківської області, на захід від медпункту по вулиці Центральній (колишня — Леніна). Є пам'яткою історії місцевого значення (охоронний номер 872). Пам'ятник виготовлений на Харківській скульптурній фабриці та встановлений у 1954 році. Внесений до реєстру нерухомих пам'яток за рішенням № 61 від 25.01.1972 р. Харківської обласної ради.

## Опис
У братській могилі поховано 529 воїнів РСЧА зі складу: 34-го стрілецького корпусу (6-а армія, Південно-Західний фронт), які загинули в боях при обороні й визволенні села протягом жовтня 1941, лютого — березня, серпня — вересня 1943 року від нацистів під час німецько-радянської війни 1941—45. Відомі імена всіх похованих. Серед похованих — Герой Радянського Союзу Іван Решетей.
У 1954 році виконком Бірківської сільської Ради депутатів трудящих ухвалив рішення про встановлення на могилі залізобетонної скульптури «Воїн з прапором» (вис. 2,5 м), виготовленої на Харківській скульптурній фабриці. До прямокутного цегляного постаменту (3,0 × 1,3 × 1,3 м) було прикріплено 5 білих мармурових меморіальних дощок з написом присвяти та переліком похованих воїнів. На початку 2000-х рр. пам'ятник було замінено на скульптуру «Мати з вінком», яку встановлено на прямокутному постаменті. Перед постаментом створено «Вічний вогонь» із зіркою зверху. Зі зворотного боку пам'ятника встановлено стелу, на якій прикріплено 5 білих мармурових та 3 металевих меморіальних дощок з текстом присвяти та переліком похованих воїнів. Постамент та стела обкладені плиткою з червоного граніту.
На пам'ятнику розміщені такі написи:
- «Вечна наша признательность отважным воинам-освободителям Родины от фашистских захватчиков 1941—1945 г.г.» та перелік прізвищ,
- «В братській могилі похований гвардії капітан Герой Радянського Союзу Решетей І. І.»,
- «Здесь захоронен командир 1041 сп 223 сбкд полковник Нечитайло Михаил Антонович 1903—1988»,
- «Гвардії рядовий Каракчиєв Іван Іванович, Лейтенант Воронцов Михайло Федорович».

На пам'ятнику, який існував у 1954 — 2000-х роках були такі написи: «Здесь похоронен Герой Советского Союза гвардии капитан Решетей Иван Иванович. Погиб 10 сентября 1943 года в боях за освобождение с. Борки от немецко-фашистских захватчиков» та перелік прізвищ.